# Last Exit to Springfield
"Last Exit to Springfield" är avsnitt 17 från säsong fyra av Simpsons och sändes på Fox den 11 mars 1993. Avsnittet regisserades av  Mark Kirkland och skrevs av Jay Kogen och Wallace Wolodarsky. Avsnittet handlar om att Homer blir fackförbundets representant och får dem att börja strejka efter att Mr. Burns tagit bort deras tandvårdsavtal då han behöver den till Lisas tandställning. Dr. Joyce Brothers gästskådespelar som sig själv. Avsnittet har flera hyllats och kallats som det bästa Simpsons-avsnittet.

## Handling
Mr. Burns sitter på sitt kontor och väntar på fackets representant men han kommer inte och har inte synts till sen han lovat att rensa upp i facket. Mr. Burns läser vad de kräver och accepterar deras bud men tar bort deras tandvårdsavtal. Barnen är med Marge hos tandläkaren där det upptäcks att Lisa måste ha en tandställning. När Marge berättar för Homer om det säger hon till henne att inte oroa sig över det eftersom de har ett tandvårdsavtal genom jobbet sedan förra strejken. Burns skickar bud till de anställda om att deras nya arbetaravtal som liknar de förra men de förlorar tandvårdsavtalet men får massor av öl i stället. De anställda gillar det nya avtalet och på väg att acceptera det men Homer kommer på då om Lisas tandställning och meddelar de anställda att de inte kan acceptera det nya avtalet och de andra anställda håller med Homer. Homer blir ny representant för facket.
Mr. Burns försöker blidka och muta Homer men han tolkar signalerna fel och fortsätta kämpa mot honom. Lisa får en hemsk tandställning eftersom familjen inte har råd med en bättre. Mr. Burns fortsätter att prata med Homer om fackets avtal men misslyckas få ett nytt avtal med honom. De håller ett möte eftersom Homer inte fått Mr. Burns att ändra sig om deras nya avtal vilket leder till att de anställda börja strejka, Mr. Burns försöker undvika strejken men misslyckas. De har en debatt i TV men som inte ger något resultat utan strejken fortsätter vilket leder till att Burns bestämmer sig för att stänga av kraftverket och hela staden blir utan elektricitet. Burns tror att de ska få dem att ändra sig om avtalet men de gör inte utan de fortsätter kämpa. Burns ger upp och tar tillbaka tandvårdsavtalet mot att Homer slutar som representant vilket han gör. Lisa får en ny tandställning och familjen börjar skratta då de besöker tandläkaren eftersom tandläkaren hade glömt att stänga av lustgasen.

## Produktion
Idén kom från Mike Reiss som ville att Springfields kärnkraftverk skulle börja strejka. Författarna Jay Kogen och Wallace Wolodarsky skrev manuset. Mark Kirkland regisserade avsnittet. I flera scener i avsnittet porträtteras Mr. Burns som djävulen. Under produktionen av avsnittet hade de besök av ABC men efteråt har Al Jean ångrat att han tog emot dem eftersom de kom under den tråkigaste delen av produktionen. Producenterna försökte få både Anthony Hopkins och Clint Eastwood spela tandläkaren Dr. Wolfe men de ville inte. Anthony Perkins tillfrågades också ville det men han dog innan de hade spelat in honom så Hank Azaria fick spela rollen. En av medlemmarna i TV-debatten var tänkt att vara O. J. Simpson i avsnittet men han ville inte, författarna har efteråt tyckt det var bra att han tackade nej. Dr. Joyce Brothers fick vara med istället.

## Kulturella referenser
Titeln är en parodi på Slutstation Brooklyn som också handlar om en strejk. Att förra fackförbundsrepresentanten ligger begravd under en amerikansk fotbollsarena är en referens till hur Jimmy Hoffa hittades under Giants Stadium. Mr. Burns kläder i sin barndom är baserat på Buster Brown. Homers fantasi om framtiden som fackförbunds representant som utspelar sig en maffia-liknade värld är en referens till Don Fanucci i Gudfadern del II. Lisa börjar drömma om filmen Yellow Submarine då hon blir nedsövd, men de fick ändra flera scener för att undvika rättighetsproblem. Då Lisa kollar på sig i spegeln och förstör den är det en referens till Batman. Då Homer blir utsparkad från Burns rum där han har Burns-liknade fåglar är det en referens till En sensation. Lenny ber Lisa i avsnittet att spela "Classical Gas" under strejken. Innan Mr. Burns tänker stänga av strömmen citerar han Kapten Ahab i Moby Dick. Arbetarnas reaktion på Mr. Burns åtgärder är en referens till How the Grinch Stole Christmas.

## Mottagande
Avsnittet hamnade på plats 19 över mest sedda program under veckan med en Nielsen ratings på 13.7, vilket gav 12,8 miljoner hushåll och det mest sedda på Fox under veckan. Avsnittet har rankats som ett av de bästa av avsnitten, BBC har kallat avsnittet för seriens bästa avsnitt någonsin. I en artikel från Entertainment Weekly över de 25 bästa avsnittet i januari 2003 ansågs avsnittet vara det bästa eftersom det nästan är felfritt och satiren är vild och relevant samt man visar att Burns är ond och Homer god. I boken Planet Simpson har Chris Turner kallat avsnittet först det bästa avsnittet i seriens historia och borde visas i alla skolklasser. Han anser att avsnittet är den roligaste halvtimmesprogrammet i TV-historia och det enda dåliga var soffskämten och svarta-tavlan. Han har tillagt att han ansåg det redan innan Entertainment Weekly sa samma sak. Under 2003 inför avsnitt 300 publicerade USA Today en lista över de tio bästa avsnittet enligt The Simpsons Archive, och avsnittet hamande på första plats. MSNBC har kallat avsnittet för deras favorit och de tror att alla Simpsons-nördar kan citera det ordagrant. Michael Moran på The Times har kallat avsnittet för det sjätte bästa i seriens historia.
Mark Kirkland har sagt att avsnittet är ett av de mest surrealistiska avsnitten eftersom de har arbetat mycket på historian och de har kramat ut så mycket det kan i avsnittet och den innehåller flera parodier och visuella sekvenser. Al Jean har kallat avsnittet för en av de tokigaste avsnitten. Då Homer pratar med Mr. Burns efter gått på toaletten är Jay Kogens favorit replik i seriens historia. Avsnittets referens till Batman har placerats på plats 30 över bästa filmreferenser i seriens historia av Nathan Ditum på Total Film. Då Homer visar Mr. Burns rummet med flera apor som skriver på maskiner är en referens till satsen om oändligt många apor. Avsnittet har studerats på University of California Berkeley, för att visa produktion och mottagning av kulturella objekt, i detta fall i en tecknad serie för att berätta vad avsnittet vill lära om amerikansk kultur och om andra societeter.